# Rendova
Rendova é uma ilha da província Ocidental das Ilhas Salomão. Tem área aproximada de 411,3 km2 e em 1999 tinha 3679 habitantes.
Apesar do seu reduzido tamanho, em Rendova são falados dois idiomas nativos:
- no norte, o ughele, de origem austronésica e;[2]
- no sul, o touo, de origem papua.[3]